# Деніз Гоф
Деніз Гоф (англ. Denise Gough; нар. 28 лютого 1980) — ірландська акторка кіно і театру. Отримала низку нагород за свою роботу в театрі, включаючи дві премії Лоуренса Олів'є, а також номінацію на премію Тоні. Її найвідомішою міжнародною роллю в кіно є Дедра Міро в телесеріалі Андор із всесвіту «Зоряних війн», відома і як акторка озвучування персонажки Йеннефер в серії відеоігор Відьмак.

## Життєпис
Народилася у Вексфорді та виросла в Еннісі, графство Клер. Дочка електрика, є сьомою з 11 братів і сестер. Однією з її молодших сестер є акторка Келлі Гоф . Вона навчалася як сопрано, перш ніж виїхати з Ірландії до Лондона у віці 15 років. Отримала грант на навчання в Академії живих і записаних мистецтв (ALRA) у Вондсворті у віці 18 років і закінчила її у 2003 році.

## Театр
У 2012 році була номінована на премію Мілтона Шульмана найкращому новачку на Evening Standard Theatre Awards за гру у п'єсі Юджина О'Ніла «Любов під в'язами» у Lyric Hammersmith та «Наша нова дівчина» Ненсі Гарріс у театрі Буша. У січні 2014 року вона зіграла Джулію в «Герцогині Малфійській», першій постановці в Sam Wanamaker Playhouse у Лондоні. У Національному театрі в Лондоні у вересні 2015 року представила «електризуючу» гру в ролі людини, яка одужує, у постановці Дункана Макміллана «Люди, місця та речі» режисера Джеремі Герріна. Вона повторила цю роль, коли постановку перенесли у театрі Віндгема у березні 2016 року, і згодом отримала премію Олів'є за найкращу жіночу роль. Повернулася до Національного театру у квітні 2017 року, зігравши роль Гарпер у відновленні п'єси Тоні Кушнера «Ангели в Америці» Маріанни Елліот, за яку отримала премію Олів'є 2018 року за найкращу жіночу роль другого плану. Потім Гоф повернулася до «Людей, місць і речей» у поставили в Нью-Йорку. У лютому 2018 року Гоф повернулося до ролі Гарпер у бродвейській виставі «Ангели в Америці» Національного театру разом із більшістю лондонського акторського складу.

## Фільмографія
| Рік  |    | Українська назва          | Оригінальна назва                                              | Роль                                                            |
| ---- | -- | ------------------------- | -------------------------------------------------------------- | --------------------------------------------------------------- |
| 2004 | с  |                           | Casualty                                                       | Сьюзен Періш (серія «Three's a Crowd»)                          |
| 2007 | ф  | Іноземці                  | Outlanders                                                     | Буфетниця                                                       |
| 2007 | с  | Таємниці інспектора Лінлі | The Inspector Lynley Mysteries                                 | Крістін Фарадей серія «Limbo»                                   |
| 2008 | тф | Розстріл Тома Гарндала    | The Shooting of Thomas Hurndall                                | Мішель                                                          |
| 2009 | с  | Суто англійське вбивство  | The Bill                                                       | Ліз О'Халлоран (серія «Загублена душа»)                         |
| 2009 | с  | Пробудження мертвих       | Waking the Dead                                                | Кетлін (серії «Магдалина: Частина I» і «Магдалина: Частина II») |
| 2010 | ф  | Дитина                    | The Kid                                                        | Петсі                                                           |
| 2010 | ф  | Робін Гуд                 | Robin Hood                                                     | мати-селянка                                                    |
| 2010 | с  | Мовчазний свідок          | Silent Witness                                                 | Даніель Бойс (серії «Біжи: Частина I» та «Біжи: Частина II»)    |
| 2011 | с  | Голбі-Сіті                | Holby City                                                     | Мона Кадоган (серія «Культурний шок»)                           |
| 2012 | с  | Титанік: Кров і сталь     | Titanic: Blood and Steel                                       | Емілі Гілл (11 серій)                                           |
| 2013 | с  | Що залишається            | What Remains                                                   | Ліз Флетчер (4 серії)                                           |
| 2013 | тф | Співучасник               | Complicit                                                      | Люсі                                                            |
| 2013 | вг |                           | Divinity: Dragon Commander                                     | Кетрін                                                          |
| 2014 | ф  | Тихий рев                 | The Quiet Roar                                                 | наукова співробітниця                                           |
| 2014 | ф  | Зал Джиммі                | Jimmy's Hall                                                   | Тесс                                                            |
| 2014 | с  | Стелла                    | Stella                                                         | Коллет Дженсен (8 серій)                                        |
| 2015 | тф | Герцогиня Мальфійська     | The Duchess of Malfi                                           | Джулія                                                          |
| 2015 | вг | Відьмак 3: Дикий гін      | The Witcher 3: Wild Hunt                                       | Йеннефер з Венгерберга                                          |
| 2015 | вг |                           | Dragon Quest Heroes: The World Tree's Woe and the Blight Below | Алена                                                           |
| 2016 | с  | Яблуневий двір            | Apple Tree Yard                                                | Д. С. Джонс (1 серія)                                           |
| 2016 | с  | Падіння                   | The Fall                                                       | Доктор Елісон Волден (2 серії)                                  |
| 2016 | вг |                           | Dragon Quest Heroes II                                         | Алена                                                           |
| 2017 | с  | Партизан                  | Guerrilla                                                      | Феллон (6 серій)                                                |
| 2017 | с  | Паула                     | Paula                                                          | Паула (3 серії)                                                 |
| 2018 | ф  | Оголена Джульєтта         | Juliet, Naked                                                  | Джина                                                           |
| 2018 | ф  | Колетт                    | Colette                                                        | Матильда де Морні                                               |
| 2019 | ф  | Майбутній король          | The Kid Who Would Be King                                      | Мері                                                            |
| 2019 | ф  | Прийди до мене            | The Other Lamb                                                 | Сара                                                            |
| 2020 | ф  | Ви в Америці              | Vores mand i Amerika                                           | Шарлотта Кауфман                                                |
| 2020 | ф  | Понеділок                 | Monday                                                         | Хлоя                                                            |
| 2021 | ф  |                           | Martyrs Lane                                                   | Сара                                                            |
| 2021 | с  | Занадто близько           | Too Close                                                      | Конні Мортенсен (3 серії)                                       |
| 2022 | с  | Під прапором небес        | Under the Banner of Heaven                                     | Діанна Лафферті (головна роль)                                  |
| 2022 | с  | Андор                     | Andor                                                          | Дедра Меро (9 серій)                                            |
| 2023 | с  | Хто така Ерін Картер?     | Who Is Erin Carter?                                            | Лена (6 серій)                                                  |